# High on a Ridgetop
| Recensione | Giudizio |
| ---------- | -------- |
| AllMusic   | [ 1 ]    |

High on a Ridgetop è il settimo ed ultimo album discografico dei The Youngbloods, fu pubblicato dall'etichetta discografica Raccoon Records (ed anche dalla Warner Bros. Records) nel novembre del 1972.
L'album si classificò al #185 della classifica The Billboard 200.

## Tracce
Lato A
1. Speedo – 3:19 (Esther Navarre)
2. She Caught the Katy & Left Me a Mule to Ride – 3:29 (Taj Mahal, Yank Rachell)
3. Going by the River – 4:59 (Jimmy Reed)
4. Running Bear – 3:52 (J.P. Richardson)
5. I Shall Be Released – 5:08 (Bob Dylan)

Lato B
1. Dreamboat – 3:14 (Jesse Colin Young)
2. She Came in Through the Bathroom Window – 3:35 (John Lennon, Paul McCartney)
3. Donna – 3:56 (Ritchie Valens)
4. La Bamba – 3:52 (Tradizionale)
5. Kind Hearted Woman – 6:10 (Robert Johnson) – Arrangiamento di Jesse Colin Young

## Formazione
- Jesse Colin Young - voce solista, chitarra
- Banana (Lowell Levinger) - chitarra, pianoforte, mandolino, voce
- Michael Kane - basso, voce
- Joe Bauer - batteria

Musicista aggiunto
- Richard Earthquake Anderson - armonica

Note aggiuntive
- Stuart Kutchins - produttore
- Registrato al Jesse Young's Studio A nella primavera del 1972[4][5]